# Чудово-Московское
Чу́дово-Моско́вское (Чудово I-Московское) — узловая железнодорожная станция на главном ходу Октябрьской железной дороги Санкт-Петербург — Москва. Расположена в городе Чудово Новгородской области.

## История
Станция была открыта в 1851 году под названием Чудовская и относилась к III классу. Приказом МПС № 227 от 21 декабря 1850 года утверждено название станции. С 8 (20) сентября 1855 года станция в составе Николаевской железной дороги. В 1863 году она получила официальное название в создаваемой сети железных дорог - Чудово.

Первоначально на станции было построено два деревянных пассажирских дома и две деревянные платформы. После открытия 18 мая 1871 года Новгородской ужд, пассажирские и служебные помещения в старых деревянных зданиях оказались недостаточны, вследствие чего было решено построить новое каменное пассажирское здание, общее для двух дорог. Здание построено в 1876 году, по  проекту архитектора Бориса Лорберга, оно состоит из средней одноэтажной части и двух боковых двухэтажных. Вокзал построен по островной схеме, с одной стороны находились платформы главного пути Николаевской железной дороги, с другой устроена платформа Новгородской ужд. В этом же году над Московской и Петербургской платформами были устроены навесы.В 1887 году на каждой платформе были увеличены навесы длиной по 18 сажень (36 метров). 

В 1918 году при присоединении к Николаевской железной дороге линии Гостинополье - Чудово, станция была разделена на три: Чудово I Николаевское, Чудово II и Чудово III.

В 1923 году после переименования Николаевской дороги в Октябрьскую, станция получила новое название - Чудово Октябрьское (Чудово I - Октябрьское), приказом НКПС № 1028 от 20 августа 1929 года станция в составе Октябрьских железных дорог, с 1936 года станция в составе Октябрьской железной дороги.

В 1932 году станция получила нынешнее название - Чудово-Московское (Чудово I-Московское).

В 1971 году присвоен код ЕСР № 0614, 1975 году присвоен новый код ЕСР № 06140, с 1985 года новый код АСУЖТ (ЕСР) № 042003.
В 1982 году станции присвоен код Экспресс-2 № 20615, с 1994 года новый код Экспресс-3 № 2004615.
В 1899 году от станции был проложен подъездной путь к цементному заводу Франко-Русского о-ва, в годы Великой Отечественной войны 1941-45 гг. предприятие было разрушено и после войны не восстанавливалось. Согласно топографической карте 1937 года, от станции устроены подъездные пути: к скотнику (на карте ”К з” возможно конный завод) и к хлебной базе № 64, путь был закрыт до 2010 года и разобран в 2018 году.

В 1962 (1964)году началось строительство завода железобетонных шпал, введён в эксплуатацию 1 октября 1965 года , в это же время на завод был проложен подъездной путь.

Согласно топографической карте 1983 года, от станции проложены подъездные пути: к стекольному заводу "Восстание" (ныне завод «Ursa») и спичечной фабрике «Солнце».

Также имеются пути к фанерному заводу «ЮПМ-Кюммене Чудово» и к нефтебазе ПТК.

## Описание
Вокзал на станции имеет островное расположение, с восточной стороны его проходят главные пути. Здание было построено в 1876 году для замены ранее существовавшего деревянного вокзала . Всего путей на станции восемь, из которых 3 пассажирских (в том числе два главных). Имеются три пассажирские высокие платформы: № 1, № 2 и № 3.
Платформа № 1 примыкает к вокзалу с восточной его стороны и сооружена возле нечётного главного пути (из Санкт-Петербурга). У этой платформы останавливаются проходящие электропоезда из Санкт-Петербурга, ранее также останавливались шестивагонные электропоезда, следовавшие из Кириш и Волховстроя.
Платформа № 2 расположена южнее вокзала, у чётного главного пути (из Москвы). У неё останавливаются проходящие электропоезда из Малой Вишеры, следующие в Санкт-Петербург, ранее также останавливались шестивагонные электропоезда, следовавшие в Кириши и в Волховстрой.
Платформа № 3 примыкает к вокзалу с западной его стороны и на ней, как правило, останавливаются электропоезда, следующие в Великий Новгород или из него, а также для тех поездов, следующих по маршруту Санкт-Петербург — Чудово и Волховстрой — Чудово, для которых станция является конечной. Как правило, у неё также останавливается скорый поезд Новгород — Москва и производит смену направления движения электропоезд Новгород — Санкт-Петербург. Платформы № 1 и 3 связаны между собой двумя «балконными» переходами. Через станционные пути переброшен пешеходный мост, имеющий спуски на платформы № 1 и 3 отдельно к платформе № 2. Вокзал располагает залом ожидания и билетными кассами. С южной его стороны, также в межпутье, расположено здание туалета.
В советское время платформа № 3 на станции была низкой. Шестивагонные электропоезда из Малой Вишеры в сторону Волховстроя следовали только на Кириши. Поезда же на тепловозной (ТЭП60, в последние годы ТЭП70) тяге из Волховстроя оборачивались на втором пути Новгородского парка, возле которого никакой платформы нет — таким образом, высадка и посадка пассажиров на эти поезда производилась прямо с междупутья.

## Путевое развитие
Станция является узловой, от неё отходят линии на Великий Новгород и Волховстрой-1. Первая начинается из южной горловины, однако, на неё возможен выезд и из северной горловины по соединительной ветке. Вторая начинается в северной горловине: путь на Волховстрой-1 просто ответвляется на восток, а второй путь проходит над главным ходом, спускается, и приходит на станцию. Эта линия соединена с главным ходом ещё и веткой в сторону станции Торфяное.
С южной стороны станции главный ход проходит по мосту через реку Кересть. Кересть пересекает по мосту также и ветка на Новгород.

## Поезда дальнего следования

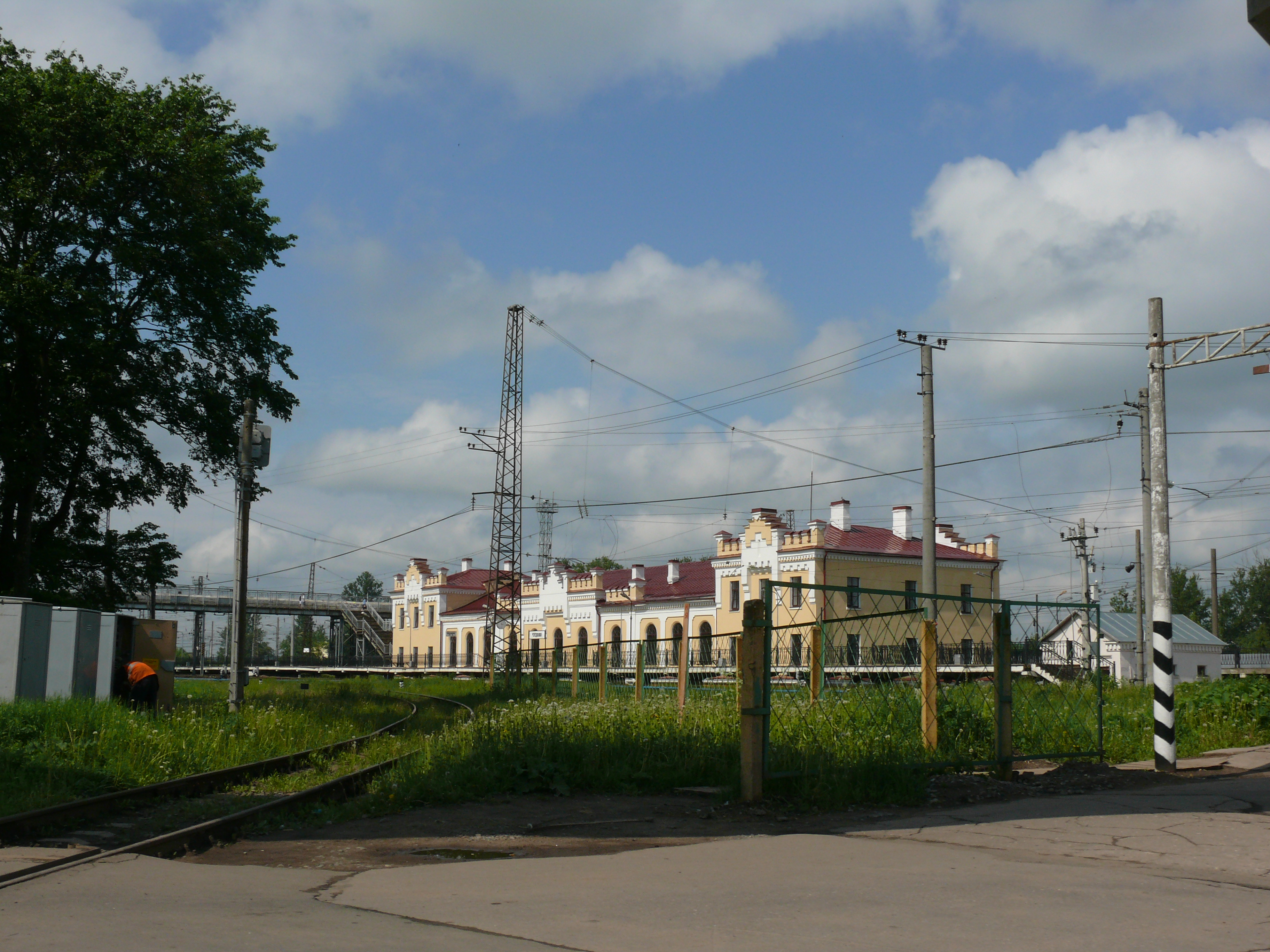
Здание вокзала

По состоянию на июнь 2017 года через станцию курсируют следующие поезда дальнего следования:
| № поезда       | Маршрут движения                   | № поезда       | Маршрут движения                   |
| -------------- | ---------------------------------- | -------------- | ---------------------------------- |
| 41             | Великий Новгород — Нижний Новгород | 42             | Нижний Новгород — Великий Новгород |
| 721 «Ласточка» | Санкт-Петербург — Бологое          | 722 «Ласточка» | Бологое — Санкт-Петербург          |
| 753 «Сапсан»   | -                                  | 754 «Сапсан»   | Москва — Санкт-Петербург           |
| 755 «Сапсан»   | Санкт-Петербург — Москва           | 756 «Сапсан»   | -                                  |
| 761 «Сапсан»   | -                                  | 762 «Сапсан»   | Москва — Санкт-Петербург           |
| 763 «Сапсан»   | Санкт-Петербург — Москва           | 764 «Сапсан»   | -                                  |
| 765 «Сапсан»   | -                                  | 766 «Сапсан»   | Москва — Санкт-Петербург           |
| 767 «Сапсан»   | Санкт-Петербург — Москва           | 768 «Сапсан»   | -                                  |
| 769 «Сапсан»   | -                                  | 770 «Сапсан»   | Москва — Санкт-Петербург           |
| 773 «Сапсан»   | -                                  | 774 «Сапсан»   | Москва — Санкт-Петербург           |
| 777 «Сапсан»   | -                                  | 778 «Сапсан»   | Москва — Санкт-Петербург           |
| 779 «Сапсан»   | Санкт-Петербург — Москва           | 780 «Сапсан»   | -                                  |
| 820 «Ласточка» | Великий Новгород — Петрозаводск    | 819 «Ласточка» | Петрозаводск — Великий Новгород    |

### Расписание электропоездов
- Расписание электропоездов на сайте СЗППК
- Расписание пригородных поездов. Яндекс.Расписания.
- Расписание пригородных поездов на tutu.ru